# Сакураи, Тадаёси
Тадаёси Сакураи (яп. 櫻井 忠温 Сакураи Тадаёси, новыми иероглифами 桜井 忠温; 11 июня 1879 — 17 сентября 1965) — японский военный, писатель. Автор наиболее известной японской автобиографической книги о русско-японской войне — военных мемуаров под названием «Живые снаряды» (яп. 肉弾 Никудан).

## Биография
Тадаёси Сакураи родился в городе Мацуяма префектуры Эхиме и был третьим сыном в семье обедневшего представителя нетитулованной японской знати сидзоку. Окончив Мацуямскую среднюю школу (в настоящее время Старшая общеобразовательная школа Мацуяма-Хигаси префектуры Эхимэ) в 1899 году, он поступил в военную академию Императорской армии Японии (Рикугун сикан гакко) и окончил её в ноябре 1901 года.
В 1904 году Сакураи отправился на русско-японскую войну в звании младшего лейтенанта и должности знаменосца 22-го пехотного полка. Он принял участие в нескольких сражениях и 24 августа 1904 года был тяжело ранен в ходе первого штурма Порт-Артура. Сакураи долго лежал на поле боя, пока его не подобрали свои. Поскольку он был без сознания, его приняли за труп и вознамерились сжечь, однако он очнулся. Тогда ему оказали необходимую помощь и отправили домой. В это время он написал книгу «Живые снаряды», своё самое известное литературное произведение.
С 1924 года Сакураи был начальником армейского отдела пропаганды, дослужившись на этой должности до звания генерал-майора. В 1930 году ушёл в отставку, однако продолжал писать на военную тематику, а также рисовать картины: в юности он учился живописи у художников школы Сидзё-ха и не забыл свои умения. После окончания Второй мировой войны в 1947 году попал под чистку, организованную оккупационным американским правительством, как пособник враждебного режима. Ограничения с него были сняты с окончанием оккупации в 1952 году. Некоторое время Сакураи жил в Токио, но в 1959 году перебрался обратно в Мацуяму, где и скончался в 1965 году в возрасте 86 лет.

## Творчество
Основным произведением Сакураи является книга «Живые снаряды», военные мемуары, написанные во время лечения после ранения под Порт-Артуром. Книга вышла в 1906 году с предисловием Окумы Сигэнобу, видного политика эпохи Мэйдзи, и описывала военный опыт Сакураи, тяжёлые и изнурительные марш-броски японской армии по равнинным пространствам Маньчжурии и ожесточённые бои за высоты, занятые русской армией. Книга стала популярной в Японии — в первый год было продано 40 тысяч экземпляров, её отметил известный английский японовед и дипломат Эрнест Сатоу — и была переведена на иностранные языки, в том числе английский, немецкий, французский, китайский и русский. На русский язык произведение было переведено с английского и опубликовано в 1909 году под названием «Живыя ядра: очеркъ боевой жизни японской арміи подъ Портъ-Артуромъ», имя автора было указано как Тадеучи Сакурай. Произведение заслужило внимания и в высших кругах — Сакураи удостоился аудиенции у императора Муцухито, немецкий кайзер Вильгельм II призвал своих солдат и офицеров обязательно прочесть книгу японского лейтенанта, а американский президент Теодор Рузвельт послал Сакураи письмо, в котором восхищался его героизмом.
Тем не менее, книга была насыщена милитаристской пропагандой. Само слово «никудан» (живой снаряд) заняло прочное место в списке эвфемизмов, использовавшихся японской армией: им стали обозначать солдат, взрывавших себя вместе с врагами или жертвовавших собой иным образом. В этом качестве слово просуществовало до Второй мировой войны, пока его не вытеснил термин «гёкусай» (玉砕, «разбитый драгоценный камень») — эвфемизм для банзай-атаки. Книга Сакураи содержала также националистские рассуждения: отражая господствовавшую в то время идеологию своей страны, Сакураи полагал японцев высшей нацией среди всех остальных азиатов. Китайцы, на чьей земле шла война, представали у него как малозначимая прислуга русских или японцев (смотря по тому, кто занял землю, на которой они жили), и назывались не «китайцами», а оскорбительными словами: «чан», «чанчан-бо» или «чанкоро» («китаёзы», «чурки»).
Через 7 лет после «Живых снарядов» Сакураи в 1913 году написал продолжение, книгу «Тыл» (яп. 銃後 Дзю:го). Он продолжил писать после выхода в отставку: в 1930 году появилась книга «Молитва траве» (яп. 草に祈る Куса ни инору), в 1931 — «Война начинается сейчас» (яп. 戦いはこれからだ Татакай ва корэкара да), в 1933 — «Генерал Сиракава Ёсинори» (яп. 大将白川 Тайсё: Сиракава), в 1938 — «Сёгун Ноги Марэсукэ» (яп. 将軍乃木 Сё:гун Ноги). После снятия ограничений, наложенных оккупационным правительством, Сакураи создал ещё два произведения: «Дом в деревне листопада» (яп. 落葉村舎 Ракуё: сонся) и «Записки грустного человека» (яп. 哀しきものの記録 Канасики моно но кироку).
По книгам Сакураи было снято несколько военных фильмов.